# Yagyū shingan-ryū

Yagyū shingan-ryū  é uma tradicional escola japonesa de bujutsu (lit. arte da guerra).
Ensina todos os fundamentos das artes marciais japonesas clássicas. É conhecida como Yagyū shingan-ryū kacchu yawara, e foi um estilo de luta adotado por alguns samurais do xogunato Tokugawa. Foi bastante divulgado pela série, "Lobo Solitário" (de Kazuo Koike & Goseki Kojima) e no livro "Musashi" de Eiji Yoshikawa.

## História
Tendo sido desenvolvido há cerca de 400 anos, consiste em um sistema de defesa desenvolvido na época do Sengoku-jidai, o qual serviu ao xogunato Tokugawa no serviço de assassinato, juntamente com o clã Kurokawa, especializados em espionagem e pelo clã Oogami, os executores.
O currículo desta arte contém as disciplinas jujutsu, taijutsu (luta corporal desarmada), bukijutsu(armas) kenjutsu e iaijutsu (artes de espadas), shurikenjutsu (lâminas/agulhas pequenas para arremessar), hojojutsu (arte de cordas para amarração), bojutsu (arte de bastão) entre outras. As estratégias e as táticas Heihoujutsue Kappo (método japonês de primeiros socorros arcaicos) também são estudados.

## Honra
O combate sem uso de armas foi usado como uma forma de preservação da honra. Por exemplo, se um vassalo ou um Ashigaru (soldado raso de infantaria) atacasse um samurai para provar e seu valor a si mesmo e ao seu senhor, o guerreiro atacado não poderia usar suas armas para se defender porque tal ação era vista como uso excessivo de suas habilidades, sendo necessário que o atacante fosse contido por meio de um duelo desarmado.

### Diferenças em relação ao Yagyū shinkage-ryū
A Yagyū shingan-ryū (柳生心眼流), é uma escola tradicional (koryū) de artes marciais japonesas. Diferentes escolas de Yagyū shingan-ryū , como heihojutsu e taijutsu, que possuem fundadores diferentes, mas todos eles vão voltar para Ushū Tatewaki (em japonês:  羽州帯刀), referido em alguns pergaminhos históricos como Shindo Tatewaki, que ensinou um sistema baseado no Sengoku, período de táticas de batalha, que foi chamado shintō-ryu.
A palavra Shingan (em japonês:  心眼) está enraizado na filosofia Zen, e foi escolhido para designar um conceito fundamental do estilo. Shingan significa "o olho da mente", ou "olho de coração", e refere-se a capacidade de sentir ou ler as intenções do oponente através de um sentimento interior. Originalmente chamado simplesmente shingan-ryū, que mais tarde foi renomeado para Yagyū shingan-ryū , devido à influência de Yagyu Tajima no Kami Munenori da escola Yagyu Shinkage Yagyu.
A Yagyū shingan-ryū  foi criado para ser uma arte abrangente com um currículo de grande quantidade de armas e técnicas de luta para uso tanto enquanto vestindo armadura e sem armadura. As técnicas de Yagyū shingan-ryū  foram, portanto, concebido para eliminar um inimigo rapidamente e sem esforço. Nos primeiros dias, tanto o shingan Yagyu e escolas Shinkage foram semelhantes, tanto como constou de uma série de conflitos armados e desarmados de combate técnicas. No entanto, como as duas escolas evoluíram, a Yagyu shinkage-ryū focou principalmente na espada (kenjutsu), enquanto a Yagyū shingan-ryū  continuou com um sistema específico de combate, treinamento de artes diversas, incluindo jujutsu, bastão de combate (bojutsu), alabarda japonesa (naginatajutsu), técnicas de desembainhar a espada (iaijutsu) e lutas de espada (kenjutsu).

### Takenaga Hayato
Takenaga Hayato (em japonês:  竹永隼人, datas de nascimento e de morte desconhecida), também conhecido como Takenaga Hayato Kanetsugu (Jikinyu), fundou a Yagyū shingan-ryū , que ele ensinou principalmente no que hoje é conhecido como Sendai. 
Antes de fundar a a Yagyū shingan-ryū, Hayato estudou shintō-ryū (em japonês:  神道流), shinkage-ryū (em japonês:  神影流; lit. sombra divina), shuza-ryū (em japonês:  首座流), toda-ryū (em japonês:  戸田流) e (Yagyu) shinkage-ryū (em japonês:  新阴流; lit. nova sombra). Takenaga Hayato foi visivelmente influenciado por seus estudos da shintō-ryū de Ushū Tatewaki. Takenaga Hayato foi para Edo, foi contratado pela família Yagyū e estudou Yagyū shinkage-ryū com Yagyū Munenori. A escola passou a utilizar o nome Yagyū Shingan Ryu após a arte ser utilizada pela familia Yagyū sob a tutela de Yagyū Munenori.
Após Takenaga Hayato a tradição passou para Yoshikawa Ichiroemon, daí Ito Kyuzaburo, então Koyama Samon, que viajou a Edo e se tornou o diretor da linha de Edo da Yagyū shingan-ryū . Koyama Samon, anos mais tarde retornou a sua casa, onde ele continuou a instruir Yagyū shingan-ryū.
A linha de Sendai da Yagyū shingan-ryū  está sob a orientação de Shimazu Sensei ("Chikuosha" Soke) e Hoshi Sensei ("Ryushinkan" Soke).

### Araki Mataemon
Araki Mataemon (荒木又右卫门, 1594-1634) é creditado como o pai espiritual da linha de Edo Yagyū shingan-ryū, que viria a ser conhecida como Yagyū shingan-ryū taijutsu. O Edo-line decorre diretor Samon Koyama (1718 - 1800), que realizou a arte de Sendai para Edo. Embora o nome Araki aparece na escola histórica de pergaminhos do Edo, a sua influência real sobre a tradição não é clara. Para muitos, ele é considerado o fundador espiritual do Yagyū shingan-ryū tradição taijutsu. O Yagyū shingan-ryū  tem evoluído ao longo dos séculos, com cada diretor de refino da arte. Por isso, é plausível que Koyama Samon pode ter sido influenciado ou inspirado por Araki, o que levou às diferenças na aparência e na filosofia que existem hoje. Koyama Samon na vida depois voltou para sua casa, em Sendai.
Araki Mataemon era um praticante do Yagyū shinkage-ryū, com o seu mentor Yagyū Munenori. Uma lenda afirma que Munenori desembainhou a espada e atacou inesperadamente Araki. Araki se defendeu usando nada mais que um pedaço de papel laminado. Depois de passar este teste final, ele foi premiado menkyo kaiden por seu mestre, Munenori. Diz-se também que Araki foi professor de Yagyū Jubei. Isso é retratado em séries da televisão japonêsa, "Três Gerações da espada Yagyū". Originalmente era conhecido como "Araki-do". A lenda da História da linha Edo afirma que ele foi Yagyu Jubei que concedeu permissão para o uso do nome de Yagyū. Hoje, a linha Edo da Yagyū Shingan-ryū taijutsu, sob a orientação do diretor Kajitsuka Sensei (Soke Arakido), praticam a arte da Yagyū shinkage-ryū juntamente com a Yagyū shingan-ryū taijutsu (Kajitsuka possui Menkyo Kaiden na Yagyū shinkage-ryū.

### Linha de Sendai
A Yagyū shingan-ryū heihojutsu (linha de Sendai) é dirigida por Shimazu Kenji. Shimazu Kenji tem estudado tanto linhagem Edo e Sendai sob a tutela de Aizawa Tomio (Edo line - den Yorifuji e linha de Sendai - den Kano) e sob a tutela do diretor da Sendai, Kunio Hoshi (Sendai line - den Hoshi). 
A linhagem Heihoujutsu da Yagyū shingan-ryū está sob tutela de Shimazu Kenji e está sediada em Tóquio. Pequenos ramificações existem sob a tutela direta de Shimazu Kenji, na Austrália (Philip Hinshelwood) e Suécia (Per Eriksson). A Yagyū shingan-ryū heihojutsu (linha de Sendai) foi dirigida por Hoshi Kunio (Ryushinkan) até sua morte em 2007. Seu neto Hoshi Kunio II [nascidos Hiroaki Kunio] foi nomeado como o 18° sucessor.
A linha de Sendai é conhecida por suas rotinas de armadura e golpes duros, batendo em ponto de pressão (atemi jutsu). O Yagyū shingan-ryū (linha de Sendai) tem três níveis fundamentais no currículo:
- Omote
- Ura
- Kage

Ela tem um enfoque amplo (armas, jujutsu e kappo) e tem sido praticada na região de Sendai por várias gerações.

### Linha de Edo
A Yagyū shingan-ryū taijutsu (linha de Edo) é dirigido por Kajitsuka Yasushi (11ª geração). Esta linhagem vem de Samon Koyama, diretor da 4ª geração da linha principal Yagyū shingan-ryū heiho. Koyama dirigiu um dojo na antiga capital de Edo (atual Tóquio) por cerca de vinte anos. A vida na cidade grande (por assim dizer) exigia uma forma mais refinada de bujutsu. O shogunato Tokugawa conseguiu trazer a estabilidade à nação, marcando o fim de um longo período de conflito interno. A ordem social foi baseada em princípios confucionistas. As táticas de batalha com armadura naturalmente evoluiram para técnicas de auto-defesa, práticas relevantes para o local e o contexto social. 
A escola taijutsu é conhecida pela tecnica de luta em ambientes apertados, que requerem uma compreensão clara de taijutsu (movimento corporais). Neste contexto, taijutsu se refere aos princípios subjacentes da dinâmica do corpo, ao invés das técnicas físicas em si. Como o nome jujutsu ou yawara implica, eles são essencialmente técnicas suaves e não deve exigir uma grande dose de força bruta. A agressividade do estilo permaneceu o mesmo. Algumas das marcas registradas da arte incluem a condução de pólos (soltando um oponente em sua cabeça), arremesso pela cintura, e agarre no pescoço. Embora a linha de Edo do Yagyū shingan-ryū não emprega o uso de armadura durante a prática ou a exposição, as técnicas são claramente relacionados ao combate com armadura. O estilo inclui o habitual conjunto de formas de armas, mas se distingue pelo seu pessoal exclusivo (6 pés) e kata ōdachi.
Ao contrário de moderno budō japonês (gendai-dō, escolas criadas após a reforma meiji, em 1868), que foi criado para as massas e é largamente esporte orientado, o kobudo ("ko" é abreviação de koryū, ou seja, tradicional ou antiga) foi projetado para o guerreiro, cujo único objetivo era matar ou morrer. Muitos dos modernos estilos de budō do Japão têm suas raízes nas escolas Yagyū de combate. Morihei Ueshiba, fundador do Aikido, foi aluno de Yagyū shingan-ryū. Ele recebeu a patente de Shoden de um Shihan da linha de Edo Yagyū shingan-ryū (do 6° sucessor, Goto Saburo - daí o nome Goto-ha). Da mesma forma, Jigoro Kano, fundador do judô, treinou no âmbito do sétimo sucessor da linha Edo (Yagyū shingan-ryū taijutsu), Ohshima Masateru.
Todos os ryū-ha listados tem uma coisa em comum - são autênticas tradições do guerreiro japonês. Praticamente todos são membros da Nihon Kobudo Shinkokai (Sociedade para Promoção da Artes Marciais Clássicas Japonesas) ou a Nihon Kobudo Kyokai (Artes Marciais Clássicas Japonesas Association), as duas organizações mais respeitadas e bem estabelecida dedicado à koryu no Japão. Lembre-se, no entanto, que esta lista não é conclusiva. Muitas das centenas de tradições clássicas existentes ainda não estão na lista, então o fato de que o nome de uma escola não aparecer nesta lista é que não foi atestada pelas organizações que gerenciam a questão do koryū no Japão.

### Aqueles que estão na lista, estão atestadas por essas organizações.
Araki-ryu kogusoku Asayama Ichiden-ryu heiho Daito-ryu aikijujutsu Higo Ko-ryu naginatajutsu Hokushin Itto-ryu kenjutsu Hontai Yoshin-ryu jujutsu Hozoin-ryu Takada-ha sojutsu Hyoho Niten Ichi-ryu kenjutsu Isshin-ryu kusarigamajutsu Kage-ryu battojutsu Kashima Shinden Jikishinkage-ryu kenjutsu Kashima Shinryu kenjutsu Kashima Shinto-ryu Dojo Okano kenjutsu-jojutsu-iajutsu kenjutsu Katayama Hoki-ryu iaijutsu Kogen Itto-ryu kenjutsu Kurama-ryu kenjutsu Maniwa Nen-ryu kenjutsu Mizoguchi-ha Itto-ryu kenjutsu Mugai-ryu iaijutsu Muso Jikiden Eishin-ryu iaijutsu Muso Shinden-ryu iaijutsu Ono-ha Itto-ryu kenjutsu Owari Kan-ryu sojutsu Sekiguchi Shinshin-ryu jujutsu Shingyoto-ryu kenjutsu Shinmuso Hayashizaki-ryu battojutsu Shinto Muso-ryu jojutsu Shojitsu Kenri Kataichi-ryu battojutsu Sosuishitsu-ryu jujutsu Suio-ryu kenjutsu Takamura-ha Shindo Yoshin-ryu jujutsu Takenouchi-ryu jujutsu Tamiya-ryu iaijutsu Tatsumi-ryu heiho Tendo-ryu naginatajutsu Tenjin Shinyo-ryu jujutsu Tenshinsho-den Katori Shinto-ryu heiho Toda-ha Buko-ryu naginatajutsu Toyama-ryu battojutsu Uchida-ryu tanjojutsu Yagyu Seigo-ryu battojutsu Yagyu Shingan-ryu taijutsu Yagyu Shinkage-ryu hyoho Yoshin-ryu naginatajutsu